# Danh sách quả bom
Để biết danh sách vũ khí hạt nhân và mô hình quốc tế khá đầy đủ, hãy xem Danh sách vũ khí hạt nhân
Các loại bom thường dùng:
- Bom thùng
- Bom nảy
- Bunker buster (có thể là hạt nhân)
- C4
- Bom xe
- Bom chùm
- Pháo hoa (Không gây hại)
- Bột bom (làm bằng bột mì)
- Bom đa năng
- Lướt bom
- Bom dẫn đường
- Thiết bị nổ cải tiến
- Mỏ đất
- Bom dẫn đường bằng laser
- Bom logic
- Cốc tail Molotov
- Bom đinh
- Bom xăng
- Quả bom ống
- Bom nồi áp suất
- Quả bom khói
- Bom Stink - Bom Stink có hiệu quả từ những trò đùa đơn giản đến cấp độ quân sự hoặc các tác nhân hóa học kiểm soát bạo loạn.
- Bom tự sát hoặc máy bay ném bom tự sát OMI (Điều tra quân sự đang diễn ra)
- Bom vali
- Bom nhiệt kế
- Bom hẹn giờ
- Trinitrotoluene aka TNT

Các loại bom không thường dùng:
- Bom nguyên tử
- Sa hoàng Bomba
- Bom Fat Man
- Bom Little Boy
- MOAB (Mẹ của tất cả các loại bom)
- FOAB (Cha của tất cả các loại bom)
- Bom cobalt
- Bom bẩn
- Bom điện từ
- Quả bom hydro
- Bom Napalm
- Bom neutron
- Quả bom hạt nhân

Các mô hình bom cụ thể:
- BLU-82 (thông thường)
- Bom nổ không khí cực lớn GBU-43 (thông thường)